# Râul Ciorogârla
Râul Ciorogârla este un curs de apă, afluent al râului Sabar. Debitele de viitură ale râului Dâmbovița sunt captate la Brezoaele și derivate în râul Ciorogârla pentru apărarea împotriva inundațiilor a orașului București.